# Shanna (lutadora)
Alexandra Barrulas (Lisboa, 8 de julho de 1982) é uma lutadora profissional portuguesa mais conhecida pelo nome de ringue Shanna ou Xana, ou "Portugal's Perfect Athlete" (a atleta perfeita de Portugal). É conhecida pelo seu trabalho na All Elite Wrestling (AEW), na Federação Alemã de Wrestling, na Women Superstars Uncensored e no circuito independente britânico, onde compete em promoções como Pro-Wrestling: EVE e Kamikaze Pro.

## Biografia
Em pequena, Alexandra queria ser neurocirurgiã, veterinária ou bióloga, e praticou vários desportos como ténis, vólei e artes marciais. Desde cedo se tornou fã de luta livre, ao qual assistia na televisão. 
Trabalhou durante algum tempo como gestora de clientes e no departamento de marketing de uma empresa de electrodomésticos. Começa a treinar luta livre em Queluz, a convite de um amigo, e entrou para a Academia de Wrestling Portugal.

### Islamofobia
Em 2020 foi acusada de islamofobia depois de publicar no Twitter declarações dirigidas ao presidente francês Emmanuel Macron apelando ao encerramento das fronteiras francesas a muçulmanos, depois de um ataque terrorista em Nice, e de mostrar apoio a tweets feitos pela política do Rassemblement National, Marine Le Pen.

## Carreira no wrestling
Shanna iniciou a sua carreira em Portugal em 2007, e a partir de 2009 começou a participar em espectáculos de luta livre como La Voltigeuse Portugaise (A Acrobata Portuguesa) em França.
Em Outubro de 2011, com Emi Sakura, venceu a campeã de Pro Wrestling: EVE, Jenny Sjodin e a campeã de ICEx60 Hikari Minami, num tag team que a tornou na primeira pessoa não-japonesa a participar no campeonato ICEx60. Em 2012 participou no XWA Goldrush, onde disputou o título de campeã Pro Wrestling: EVE, que não venceu. Em 2013 participou no Total Nonstop Action Wrestling, parte to TNA Gut Check, em Nottingham.

### Total Nonstop Action Wrestling (2014)
Em Fevereiro de 2014 Shanna particiou na tour TNA Maximum Impact no Reino Unido. Aí, ela derrotou Alpha Female na primeira noite mas acabou por perder para Gail Kim na segunda noite.

### World Wonder Ring Stardom (2016-2018)
Em junho de 2016, Shanna rumou ao Japão para uma tournée de dois meses com o grupo de promoção feminina Stardom. Na sua primeira partida, Shanna derrotou Hiromi Mimura. Na segunda noite, desafiou sem sucesso Io Shirai pelo SWA World Championship. Desafiou ainda Mayu Iwatani, sem sucesso, pelo Campeonato de Alta Velocidade. Na sua última noite, desafiou sem sucesso Toni Storm pelo Campeonato Mundial SWA. Em 16 de julho de 2017, Shanna derrotou Kris Wolf e tornou-se a nova campeã High Speed, título que perdeu para Mari Apache a 13 de agosto.

### All Elite Wrestling (2019-2021)
Shanna estreou-se no All Elite Wrestling (AEW) durante o episódio de 30 de outubro de 2019 do Dynamite, onde foi derrotada por Hikaru Shida. Mais tarde soube-se que ela havia assinado um contrato de três anos com a AEW. A 26 de fevereiro de 2020, num episódio de Dynamite, ela lutou em uma luta Four-Way (quatro lutadoras) contra Big Swole, Hikaru Shida e Yuka Sakazaki. Shida acabout por ser a vencedora. No episódio de 1 de dezembro de 2020 do AEW Dark, Shanna regressou ao wrestling pela AEW após uma ausência de oito meses, vencendo Tesha Price. A 1 de junho de 2021, foi anunciado que a AEW não iria renovar o contrato de Shanna.

## Outras plataformas
Fora do ringue, Shanna ocupa-se com streaming na plataforma Twitch, onde joga videojogos como por exemplo League of Legends, Final Fantasy e outros.

## Títulos pro-wrestling
- Association Biterroise de Catch
  - ABC Women's Championship (2 vezes, atual) [22]

- Federação Alemã de Luta Livre
  - Campeã Feminina GSW (1 vez) [23]
- Kamikaze Pro
  - Kamikaze Pro Fighting Female Championship (1 vez, inaugural) [24]
- Power of Wrestling
  - Campeonato Feminino POW (1 vez) [24]
- Pro-Wrestling: EVE
  - Rainha do Ringue de 2013 [25]
- Southside Wrestling Entertainment
  - Campeonato Queen Of Southside (1 vez) [24]
- Campeonato Suíço de Wrestling
  - Campeonato Feminino SCW (1 vez) [26]
- Power Wrestling Turco
  - Coroa Feminina (1 vez)
- Women Superstars Uncensored
  - Vencedora da Taça J Internacional de 2013 [27]
- World Wonder Ring Stardom
  - Campeonato de Alta Velocidade (1 vez)[15]
- World Wrestling Professionals
  - Campeonato Mundial Feminino WWP (1 vez) [28]

## No Wrestling

### Treinadores
- Bruno Bammer
- Louis Napoleon

### Movimento de finalização
- Double Underhook Facebuster (Dragon Slayer)

### Movimentos secundários
- Perfection Press (diving crossbody)
- Perfectsault (standing moonsault)
- Falcon Arrow
- Shiranui

### Alcunhas
- Portugal's Perfect Athlete (A atleta perfeita de Portugal)

### Tema de entrada
- Unleash de Dragons de Mikey Rukus